# Рут Дрейфус
Рут Дрейфус (9 січня 1940 , Санкт-Галлен ) — швейцарський політик, колишній член Федеральної ради Швейцарії (1993—2002), колишня очільниця Федерального департаменту внутрішніх справ, Президент Швейцарії в 1999 році, а також перша жінка-президент в історії Швейцарії. Рут Дрейфус 10 березня 1993 року була обрана до Федеральної ради Швейцарії і таким чином вона стала рівно 100-ю людиною обраною до цього органу, а також другою жінкою в цьому органі.

## Життєпис
Рут Дрейфус належить до одного з найстаріших єврейських родів у Швейцарії. Її батько був торговцем. Після отримання економічної освіти, Дрейфус працювала секретаркою, після цього соціальним працівником, а в 1961—1964 роках працювала журналісткою в «Cooperation». В 1964 році вона вступила до Соціал-демократичної партії Швейцарії. В 1970 році Рут Дрейфус отримала степінь магістра економіки в Женевському університеті, де і працювала в 1970—1972 роках асистенткою. Пізніше вона отримала посаду експерта в Швейцарському агентстві розвитку і співпраці і працювала там з 1972 до 1981 року. Далі вона була обрана Секретарем Швейцарського союзу профспілок, де вона мала справу із питаннями, пов'язаними із соціальним страхуванням, трудовими законами та правами жінок. З 1989 до 1992 року вона була депутатом законодавчої асамблеї міста Берн. 10 березня 1993 році її було обрано до Федеральної ради Швейцарії, при чому іншим кандидатом на цю посаду теж була жінка — Крістіна Бруннер.
З моменту обрання до Федеральної ради і до відставки 31 грудня 2002 року, Рут Дрейфус очолювала Федеральний департамент внутрішніх справ Швейцарії. Вона успішно провела декілька референдумів, включаючи Референдум про перегляд Проеєкту медичного страхування та 10-й референдум про перегляд системи соціального забезпечення, запустила програму боротьби із наркозалежністю, що включала запобігання, терапію та реабілітацію, а також новий закон про розвиток кіноіндустрії. Також вона працювала над проєктом Закону про страхування материнства, але він був відхилений Федеральною радою.